# Малая Урма
Малая Урма — река в России, протекает по Свердловской области. Устье реки находится в 355 км по правому берегу реки Сылва. Длина реки составляет 15 км.
В 6,3 км от устья по правому берегу впадает река Мироновка.

## Данные водного реестра
По данным государственного водного реестра России относится к Камскому бассейновому округу, водохозяйственный участок реки — Сылва от истока и до устья, речной подбассейн реки — Кама до Куйбышевского водохранилища (без бассейнов рек Белой и Вятки). Речной бассейн реки — Кама.
Код объекта в государственном водном реестре — 10010100812111100012371.